# Gianluca Prestianni
Gianluca Prestianni  (Ciudadela, Buenos Aires, Argentina, 31 de enero de 2006) es un futbolista argentino que juega como delantero en el S. L. Benfica de la Primeira Liga.

## Trayectoria
Prestianni hizo su debut profesional con Vélez Sarsfield el 24 de mayo de 2022, en un encuentro contra Estudiantes de La Plata por la Copa Libertadores. Con solo 16 años, 3 meses y 22 días, se convirtió en el jugador más joven en debutar con Vélez en su era profesional. El 4 de octubre de ese mismo año, Gianluca, lograría su primer asistencia en el club, un centro a Lucas Janson que terminó en gol para Vélez, este ganó 1-0 frente a Banfield. Desde su debut, se rumoró que el jugador comenzó a llamar la atención de clubes como el Real Madrid, A.C. Milan, Chelsea, entre otros.
El 21 de marzo de 2023, anotó su primer gol como futbolista profesional ante Central Córdoba, siendo el cuarto gol del triunfo de Vélez Sarsfield 4-0 en la octava fecha del Campeonato de Primera División.
El 30 de julio de 2023, Luego de disputar el último partido del Campeonato de Primera División de Argentina frente a Huracán, Barra bravas lo "amenazaron", aprovechando esta situación para presionar con irse del club para partir al Benfica en el 2024 por 8 Millones.

## Selección nacional
La primera convocación de Prestianni fue a la Selección de fútbol sub-17 de Argentina en el año 2022. Su primer gol con la misma se produjo en julio de ese mismo año frente a la Selección de Uruguay.

## Estadísticas

### Clubes
Actualizado al último partido disputado el 16 de agosto de 2025.
| Club                            | Div.          | Temporada     | Liga  | Liga  | Liga   | Copas nacionales | Copas nacionales | Copas nacionales | Copas internacionales | Copas internacionales | Copas internacionales | Total | Total | Total  |
| Club                            | Div.          | Temporada     | Part. | Goles | Asist. | Part.            | Goles            | Asist.           | Part.                 | Goles                 | Asist.                | Part. | Goles | Asist. |
| ------------------------------- | ------------- | ------------- | ----- | ----- | ------ | ---------------- | ---------------- | ---------------- | --------------------- | --------------------- | --------------------- | ----- | ----- | ------ |
| C. A. Velez Sarsfield Argentina | 1.ª           | 2022          | 5     | 0     | 1      | 0                | 0                | 0                | 1                     | 0                     | 0                     | 6     | 0     | 1      |
| C. A. Velez Sarsfield Argentina | 1.ª           | 2023          | 23    | 2     | 0      | 10               | 1                | 0                | —                     | —                     | —                     | 33    | 3     | 0      |
| C. A. Velez Sarsfield Argentina | Total club    | Total club    | 28    | 2     | 1      | 10               | 1                | 0                | 1                     | 0                     | 0                     | 39    | 3     | 1      |
| S. L. Benfica Portugal          | 1.ª           | 2023-24       | 1     | 0     | 0      | —                | —                | —                | —                     | —                     | —                     | 1     | 0     | 0      |
| S. L. Benfica Portugal          | 1.ª           | 2024-25       | 8     | 0     | 0      | 2                | 1                | 1                | 4                     | 0                     | 1                     | 14    | 1     | 2      |
| S. L. Benfica Portugal          | 1.ª           | 2025-26       | 1     | 0     | 0      | 1                | 0                | 0                | 2                     | 0                     | 0                     | 4     | 0     | 0      |
| S. L. Benfica Portugal          | Total club    | Total club    | 10    | 0     | 0      | 3                | 1                | 1                | 6                     | 0                     | 1                     | 19    | 1     | 2      |
| Total carrera                   | Total carrera | Total carrera | 38    | 2     | 1      | 13               | 2                | 1                | 7                     | 0                     | 1                     | 58    | 4     | 3      |

## Palmarés

### Títulos nacionales
| Título                | Club          | País     | Año  |
| --------------------- | ------------- | -------- | ---- |
| Supercopa de Portugal | S. L. Benfica | Portugal | 2025 |